# AFN Wiesbaden
AFN Wiesbaden (2003–2010: AFN Hessen; 1945–2003: AFN Frankfurt) ist ein Soldatensender des American Forces Network.

## Geschichte
Das damalige AFN Frankfurt nahm seinen Betrieb am 15. Juli 1945 über den Sender Heiligenstock auf. Hierfür beschlagnahmten die amerikanischen Soldaten ein Haus an der Kaiser-Sigmund-Straße in Frankfurt-Dornbusch und richteten dieses provisorisch zum Rundfunkstudio um, indem die Wände mit alten Uniformen der Wehrmacht schalldicht gemacht wurden.
Der amerikanische General Dwight D. Eisenhower ordnete den Umzug des Hauptquartiers des American Forces Network von London nach Frankfurt am Main an, wofür ein größeres Gebäude notwendig wurde. Nach einiger Suche stieß man auf das Höchster Schloss vor den Toren Frankfurts, welches im Besitz der Familie von Brüning war. Die Amerikaner beschlagnahmten das Schloss, wiesen die Bewohner aus und besetzten daraufhin das Schloss, sodass AFN Frankfurt am 1. Oktober 1946 seinen Sendebetrieb von dort aufnehmen konnte. Dieser Zustand sollte bis in das Jahr 1966 andauern.
Im Jahr 1962 erwarben die Farbwerke Höchst das Höchster Schloss, was jedoch zunächst nichts an der Besetzung änderte. Schließlich versprach die Bundesregierung der US-Regierung 2,3 Millionen US-Dollar für den Auszug von AFN Frankfurt aus dem Höchster Schloss. Als neues Studio diente ab 1966 ein Neubau in der Bertramstraße als direkter Nachbar des Hessischen Rundfunks.
Die amerikanischen Truppen zogen im Jahr 1994 aus der Stadt Frankfurt ab, AFN Frankfurt nannte sich ab dem 28. Mai 2003 AFN Hessen, blieb aber noch in Frankfurt. Zum 24. Mai 2004 erfolgte der Umzug zum Flugplatz Wiesbaden-Erbenheim, Wiesbaden Army Airfield genannt. Der ehemalige Standort in Frankfurt wird heute vom Hessischen Rundfunk genutzt.
Für das AFN-Hauptquartier entstand ein Neubau auf dem Gelände der Coleman Barracks in Mannheim. Auf dem bisherigen Gelände entstehen aktuell mehrere Studentenwohnheime.
Nachdem auch alle weiteren Standorte der amerikanischen Truppen in Hessen geschlossen wurden (zuletzt Hanau im Jahr 2008) und somit nur noch Wiesbaden als Versorgungsgebiet übrigblieb, wechselte AFN Hessen erneut den Namen und heißt seit April 2010 AFN Wiesbaden. Am 14. Juni 2012 wurde der Standort umbenannt in Lucius D. Clay Kaserne.

## Empfang
Bis zum 18. Januar 2017 war AFN Wiesbaden in großen Teilen Hessens und darüber hinaus auf der Frequenz 98,7 MHz vom Großen Feldberg im Taunus zu empfangen. Dadurch, dass nur noch Wiesbaden versorgt werden muss, erfolgte ein Wechsel auf die zuvor vom Deutschlandfunk genutzte Frequenz 103,7 MHz. Mit dem Programmwechsel ergab sich auch ein neuer Ausstrahlstandort innerhalb des „Aukamm Housing Area“ oberhalb von Wiesbaden.
Auf Mittelwelle verfügte AFN Frankfurt/Wiesbaden über den stärksten Mittelwellensender aller AFN-Sender in Deutschland. Der Sender Weißkirchen strahlte ab 1951 das Programm auf der Frequenz 873 kHz mit einer Leistung von 150 kW ab und konnte in den Nachtstunden bis nach Großbritannien gehört werden. Aufgrund einer notwendigen Ausblendung nach Nordosten wegen eines frequenzgleichen Senders in Leningrad (UdSSR) gab es mehrere Füllsender auf der Frequenz 1143 kHz u. a. in Gießen, Bad Hersfeld und Fulda. Die Hauptfrequenz wurde am 31. Mai 2013 abgeschaltet, die Füllsender bereits früher.
Fernsehen gab es von der Wiesbaden Air Base auf Kanal E22 (US-Kanal 15/16) ab April 1966 (anfangs wurde das Programm aus Ramstein übernommen). Die Leistung lag bei 1 kW; der Sender gehörte damit neben Berlin, Bitburg und Kaiserslautern zu den stärkeren AFN-TV-Sendern in Deutschland. Dabei handelte es sich anfangs um ein schwarz-weißes unverschlüsseltes PAL-Signal, dass jedermann empfangen konnte. Die Sendungen kamen ausnahmslos aus den USA.
Da auch künftig Fernsehsendungen speziell für die US-Truppen in Europa produziert werden sollten, wurden in dem neuen Gebäude in Frankfurt am Main dafür die Voraussetzungen geschaffen. Am 28. Oktober 1976 ging man von dort erstmals mit Farbfernsehen in dem amerikanischen NTSC-Verfahren auf Sendung. Zum Empfang mit einem deutschen Fernsehgerät benötigte man seitdem einen Konverter.
2004 erfolgte wegen DVB-T Rhein-Main ein Wechsel auf Kanal E42, 2008 auf E29, bevor der Sender im Juli 2010 abgeschaltet wurde.

## Management
Station Manager war Gary Bautell (* 1942 in Bay City, MI; † 2022 in Wiesbaden) und ist jetzt (2017) SFC Bradley Latham.